# لالة (تونس)
لاَلّة قرية بولاية قفصة من الجنوب الغربي التونسي، تقع على الطريق الوطنية رقم 15، جنوب شرقي مدينة قفصة.